# Oscil·lador de relaxació

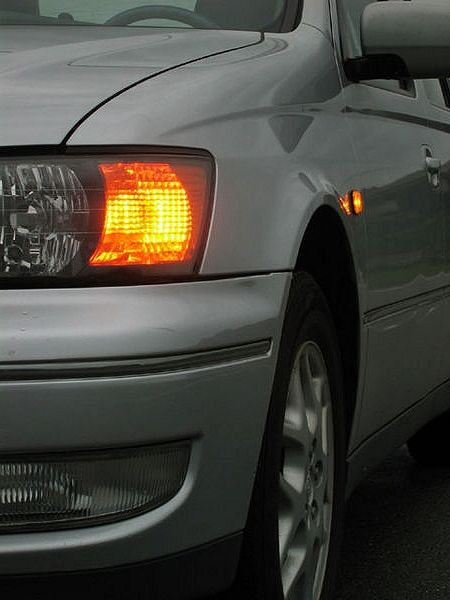
L'intermitent en els vehicles de motor funciona amb un oscil·lador relaxació

Un oscil·lador de relaxació és un oscil·lador no lineal, obtingut per l'augment continu d'algun tipus de restricció, i el posterior alliberament sobtat d'aquesta. Quan la tensió es torna massa elevada, es descarrega, i part de l'energia es dissipa, la tensió augmenta de nou i el cicle es repeteix. Això pot ser il·lustrat per un corrent d'aigua que omple un recipient articulat al voltant d'un eix horitzontal (com un bolquet). Quan el recipient està ple, es torna inestable, es buida de sobte i després torna a començar.
En electrònica, es poden generar oscil·lacions de relaxació pujant lentament la càrrega d'un condensador, quan la tensió aconsegueix un valor predeterminat per al circuit, es genera una ràpida descàrrega i es torna a començar el cicle. És el fenomen pel que es generen oscil·lacions de relaxació no controlades en el cas d'un espurneig, el primer transmissor d'Hertz funcionava amb aquest principi.

## Oscil·lador de relaxació amb disparador Schmitt

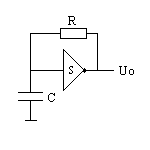
Multivibrador anestable amb inversor Shmittrigger

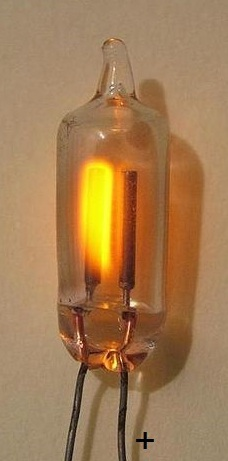
Llum de neó d'1/2 polzada, usada com a oscil·lador de relaxació

En electrònica, els oscil·ladors amb transistor unijunció (UJT) són exemples d'oscil·ladors de relaxació, però a part hi ha altres multivibradors anestables.
Per exemple, a la imatge es mostra un multivibrador anestable a partir d'un disparador de Schmitt (inversor tipus 74HC14). La histèresi d'un inversor 74HC14 fa que amb només una resistència (R) i un condensador (C) es pugui obtenir un circuit auto-oscil·lant del tipus multivibrador anestable. El circuit de fet s'ha demostrat que té un soroll molt baix (ondulació en l'escala de temps) que, no obstant això, depèn principalment de quin tipus de condensador es faci servir. Els millors són els diferents tipus de condensadors de polièster per la seva estabilitat amb la temperatura. Els pitjors són els condensadors ceràmics, per la seva inestabilitat amb la variació de temperatura, encara que hi ha excepcions.

## Altres exemples
Un exemple clàssic és Experiència del "gerro de Tàntal", on la restricció és el nivell de l'aigua, fet que augmenta de forma contínua amb l'arribada de l'aigua, i després cau de cop quan el sifó s'activa.
Entre les aplicacions més conegudes, hi ha en primer lloc el Tub fluorescent.
A l'entorn de la mecànica, els grinyols són unes típiques oscil·lacions de relaxació.